# La Fin de Marko Kraliévitch
 (mars 2019).
Si vous disposez d'ouvrages ou d'articles de référence ou si vous connaissez des sites web de qualité traitant du thème abordé ici, merci de compléter l'article en donnant les références utiles à sa vérifiabilité et en les liant à la section « Notes et références ».
 (mars 2019).
 (mars 2019).
La Fin de Marko Kraliévitch est la neuvième nouvelle du recueil Nouvelles orientales de Marguerite Yourcenar. Cette nouvelle fut écrite postérieurement à la première édition du recueil écrite en 1938 et apparaît pour la première fois à partir de 1978. Marguerite Yourcenar modifie la composition de son recueil en 1963, puis en 1978, ne conservant que dix de ces nouvelles. Marguerite Yourcenar reprend dans son recueil des récits tirés de fables, de légendes, de mythes et superstitions à travers le monde. La nouvelle reprend l'une des légendes les plus répandu des Balkans : celles de Marko Kraljević, héros de la bataille du Kosovo.

## Résumé
La nouvelle se déroule dans un village slave situé à proximité de la Turquie et relate les derniers instants de Marko Kraliévitch, personnage central. Le récit est narré par le personnage d'Andrev ayant été témoin de toute la scène.
Après un banquet donné par Marko, celui-ci s'en alla, comme à son habitude, distribuer les restes aux mendiants qu'il connaissait bien. Cependant, Marko, d'ordinaire physionomiste, ne reconnut pas l'un d’entre eux, un vieillard. Le suspectant d'être un espion turc, il se mit à l'interroger et les réponses ambiguës du vieil homme agacèrent profondément Marko, ce qui le poussa à engager un combat. Malgré ses multiples tentatives, il ne parvint pas à atteindre le vieil homme resté immobile. Épuisé par l'effort, succombant au combat, Marko Kralievitch s'effondra, mais avant de rendre son dernier souffle, il confessa ses péchés.